# Polidocanol
Polidocanol is een oppervlakteactieve stof uit de alkylpolyglycolethers met een lipofiele dodecylgroep en een hydrofiele etherketting. Daardoor is het goed mengbaar met water, olie en andere oplosmiddelen. Het wordt gebruikt in medicijnen en in cosmetica.
Het CAS-nummer van polidocanol is 3055-99-0, het EG-nummer 221-284-4.

## Gebruik in geneeskunde
Polidocanol is een sclerosans dat wordt gebruikt bij de behandeling van spataderen. Bij deze behandeling, sclerocompressietherapie wordt het middel in de spatader gespoten en wekt daar een ontstekingsreactie op. Door de verlittekening die ontstaat gaat het vat dicht en wordt het minder zichtbaar. In Nederland is polidocanol het meest gebruikte sclerosans. De gebruikte concentratie varieert van 0,5% voor dunne, blauwe vaatjes (besenreiser) tot 3% voor grote vaten.
Polidocanol wordt experimenteel ook gebruikt om neovascularisatie te verminderen bij onder meer tendinose van de achillespees.
Polidocanol werkt ook als lokaal anestheticum. Het is verwerkt in pijnstillende preparaten voor baby's (pijn van doorbrekende tanden) en in bepaalde zalf voor aambeien.

## Gebruik in cosmetica
De INCI-benaming van de stof is Laureth-9. Het wordt gebruikt als detergent of ionische oppervlakteactieve stof. De Europese Commissie heeft het gebruik ervan in cosmetica toegelaten met als maximumconcentratie in het eindproduct 3% voor producten die niet worden af-, uit- of weggespoeld en 4% in het andere geval. Polidocanol is volgens de Commissie in deze concentraties niet lokaal-anesthetisch en heeft geen effect op het gevoel van de huid.